# Matam
Matam er en by i det nordøstlige Senegal, beliggende på grænsen til nabolandet Mauretanien. Byen har et indbyggertal (pr. 2007) på cirka 17.000 og er hovedstad i regionen af samme navn.